# CV-33
CV-33 (Carro Veloce 33) ali L3/33 je bil italijanski tank.

## Zgodovina
Tanki so bili uporabljeni v španski državljanski vojni in v invaziji na Albanijo. Tanki so kmalu postali zastareli, zato jih je kmalu nadomestil tank CV-35. Novi tanki so povečali učinkovitost, vendar ne dovolj, da bi bili zares učinkoviti.
Skupaj je bilo narejenih 2000 tankov CV-33 in CV-35. 